# Gennadas incertus
Gennadas incertus är en kräftdjursart som först beskrevs av Heinrich Balss 1927.  Gennadas incertus ingår i släktet Gennadas och familjen Benthesicymidae. Inga underarter finns listade i Catalogue of Life.